# Pokrowka (rejon zimiński)
Pokrowka (ros. Покровка) – wieś (sieło) w Rosji, w obwodzie irkuckim, w rejonie zimińskim. W 2010 liczyła 618 mieszkańców.